# تپه برزو
تپه برزو مربوط به دوره اشکانیان - دوره ساسانیان است و در شهرستان ازنا، بخش مرکزی، دهستان پاچه لک غربی، ۵۰۰ متری شمال غربی روستای سیوله واقع شده و این اثر در تاریخ ۷ اسفند ۱۳۸۶ با شمارهٔ ثبت ۲۱۳۴۸ به‌عنوان یکی از آثار ملی ایران به ثبت رسیده است.